# Pandemia di COVID-19 nelle Samoa Americane
Il governo delle Samoa Americane ha mosso i primi passi contro la pandemia di COVID-19 nelle Samoa Americane quando ha rifiutato l'ingresso agli hawaiani in arrivo su un aereo. Sono stati respinti con la clausola che dovevano entrare in un'auto-quarantena di 14 giorni alle Hawaii prima di entrare nel paese. Possono rientrare solo se presentano un certificato di nulla osta delle autorità sanitarie hawaiane. (Al 31 maggio 2020) tutti i viaggiatori, ad eccezione di quelli che hanno un passaporto statunitense, hanno dovuto essere prima messi in quarantena di 14 giorni alle Hawaii. Il governo locale ha dichiarato lo stato di emergenza sulle Samoa americane.
Il 5 maggio 2023, l'Organizzazione mondiale della sanità dichiara ufficialmente la fine della pandemia.

## Antefatti
Il 12 gennaio 2020, l'Organizzazione mondiale della sanità (OMS) ha confermato che un nuovo coronavirus era la causa di una nuova infezione polmonare che aveva colpito diversi abitanti della città di Wuhan, nella provincia cinese dell'Hubei, il cui caso era stato portato all'attenzione dell'OMS il 31 dicembre 2019.
Sebbene nel tempo il tasso di mortalità del COVID-19 si sia rivelato decisamente più basso di quello dell'epidemia di SARS che aveva imperversato nel 2003, la trasmissione del virus SARS-CoV-2, alla base del COVID-19, è risultata essere molto più ampia di quella del precedente virus del 2002-2004 ed ha portato a un numero totale di morti molto più elevato.

## Posizione
Le Samoa Americane sono uno dei cinque territori d'oltremare degli Stati Uniti con una popolazione di circa 55.000 abitanti. Le Samoa Americane si trovano nel Pacifico meridionale come parte delle Isole Samoa, unendosi allo Stato indipendente di Samoa a sud-est. Per valutare i test per il virus COVID-19, bisogna viaggiare dalla zona remota ai laboratori a 3.700 chilometri di distanza alle Hawaii o ai Centers for Disease Control and Prevention di Atlanta, a 10.500 chilometri di distanza e portarli negli Stati Uniti con voli commerciali. I risultati del test spesso non sarebbero quindi disponibili dopo sei giorni. Sarebbe fatale se scoppiasse una pandemia, venendo così criticate le autorità sanitarie locali. Inoltre, la sistemazione nell'unico ospedale delle Samoa Americane, il Lyndon Baines Johnson Tropical Medical Center, potrebbe rivelarsi difficile in caso di pandemia, poiché attualmente c'è spazio solo per dieci pazienti affetti da coronavirus in un reparto di quarantena separato. Se ci fossero più malattie, sarebbero disponibili per l'alloggio solo tende. Le altre quattro cliniche sono dotate solo di attrezzature mediche di base.

## Misure
L'11 marzo, il governo delle Samoa Americane ha rafforzato la sua politica di ingresso e ha posto una quarantena su tutte le persone in arrivo. Il 14 marzo, la metà dei 210 passeggeri che sono arrivati con un volo di ritorno della Hawaiian Airlines hanno dovuto mettersi in quarantena. Dopo un viaggio negli Stati Uniti, il 16 marzo 2020 il governatore Lolo Matalasi Moliga ha dovuto autoisolarsi a causa della sospetta infezione da SARS-CoV-2, che è stata risolta poco dopo.
Quando il 13 aprile il governatore delle Samoa Americane ha inviato un elenco di richieste di aiuto al governo americano, le Samoa Americane non avevano ancora registrato un solo caso di malattia COVID. Il 19 aprile il presidente degli Stati Uniti Donald Trump ha dichiarato davanti alla stampa che avrebbe contribuito ad eliminare il "grave disastro" delle Samoa americane, sebbene fino a quel giorno non si fosse verificato un solo caso di SARS-CoV-2.
L'8 maggio 2020, la lotta alla pandemia COVID-19 nelle Samoa Americane è stata citata come una strategia di successo rispetto ad altre isole degli Stati Uniti. Sono stati ordinati molto rapidamente stop agli ingressi, avviati immediatamente test e applicate regole sulla distanza. In altre pubblicazioni, le Samoa Americane sono state citate anche come esempio di una lotta riuscita contro il COVID-19 per tutti gli Stati Uniti. A seguito delle misure e della sospensione del traffico aereo, oltre 500 cittadini delle Samoa Americane, che si trovano principalmente nelle isole Hawaii e nella terraferma degli Stati Uniti - alcuni anche in Germania - non sono potuti tornare indietro e ei visitatori non hanno lasciato le isole dalla fine di marzo.